# Caught with the Goods (film 1916 Lyons)
Caught with the Goods è un cortometraggio muto del 1916 diretto e interpretato da Eddie Lyons e Lee Moran.

## Produzione
Il film fu prodotto dalla Nestor Film Company.

## Distribuzione
Distribuito dall'Universal Film Manufacturing Company, il film - un cortometraggio di due bobine - uscì nelle sale cinematografiche USA il 31 luglio 1916.